# 嬉皮笑園
《嬉皮笑園》是日本漫畫家創作的日本漫畫作品。於史克威爾艾尼克斯發行的漫畫雜誌《月刊GFantasy》2000年11月號至2011年10月號期間進行連載。單行本全17卷。
電視動畫在2005年7月3日至12月25日間以為標題於東京電視台播放。全26集。2009年4月15日發售全1話的OVA短篇動畫。

## 內容簡介
嬉皮笑園是與同一作者的其他作品如、《新感覺治癒系魔法少女貝荷伊米》（新感覚癒し系魔法少女ベホイミちゃん）有共同的世界觀及角色背景設定。幽默及搞笑地描繪以桃月學園1年級為中心的日常生活。內容基本上是一頁完結的「一頁漫畫」，但故事間卻不乏連貫性。附錄則是單格或四格漫畫為主。

## 登場人物

### 桃月學園

#### 一年C班
蕾貝卡・宮本（貝琪）（配音員：齋藤千和／台灣配音員：傅其慧）
一年C班的導師，十歲就從MIT（麻省理工學院）畢業的天才，在MIT時隸屬馬術部。害怕螯蝦、羊羹、魚板、鬼故事。
愛哭兔（配音員：山崎雅美／台灣配音員：林美秀）
謎樣的兔子。存在本身是謎。與宮本老師的關係也是謎。是個沒用的愛哭鬼。
片桐姬子（配音員：折笠富美子／台灣配音員：郭馨雅）
頭上的呆毛是最大的特色，少根筋的傻女生，全校皆知的笨蛋，口頭禪是，隸屬漫畫研究社。
橘玲（配音員：雪野五月／台灣配音員：許雲雲）
凡事漠不關心，然而一旦採取行動就變的異常冷酷，喜歡戲弄貝琪，人稱「一年C班的魔女」。隸屬新聞社。
桃瀨久留美（配音員：植田佳奈／台灣配音員：林美秀）
課業、體能都有一般水準且容貌皆備，但沒有特色。
上原都（配音員：堀江由衣／台灣配音員：許雲雲）
熱愛讀書的少女，沒耐性、現實的個性是美中不足的地方。前書蟲。母親與教授是舊識，常被教授卷入騷動中。
一條同學（配音員：野中藍／台灣配音員：林美秀）
一年C班班長，沉默寡言卻很用心，帶有不可思議的特質。
鈴木沙也加（配音員：阪田佳代／台灣配音員：傅其慧）
綽號「6號」，本名反而常常被忽略。大大的蝴蝶結，令人印象深刻的可愛少女，有人善被人欺的傾向，隸屬啦啦隊社（非正式社員），口頭禪是在語尾加上「of the year」(動畫版)。被稱為6號的原因是因為她是班上第六個姓鈴木的。

#### 一年A班
五十嵐美由紀（配音員：大原沙耶香／台灣配音員：郭馨雅）
一年A班導師，是個大酒鬼。
桃瀨修（配音員：櫻井孝宏／台灣配音員：陳幼文）
桃瀨久留美的雙胞胎哥哥，料理天才。全校排名前五名的優等生，卻會做出在期中考翹課的蠢事。
柏木優麻（配音員：石毛佐和／台灣配音員：許雲雲）
雙胞胎中的姐姐（緞帶綁在右邊），個性較外向。
柏木優奈（配音員：石毛佐和／台灣配音員：郭馨雅）
雙胞胎中的妹妹（緞帶綁在左邊），個性較內向。偶像團體「桃組」的成員，藝名YUNA，在節目中常被欺負（身上被畫紋身）。
來柚子（配音員：中世明日香／台灣配音員：許雲雲）
電影社社員，常常穿著布偶裝扮成脫線多吉拉（惡搞哥吉拉）。
視機器子為對手，但與芹澤十分要好。不知道芹澤就是機器子的扮演者。

#### 一年B班
早乙女老師（配音員：花輪英司／台灣配音員：賀宇傑）
一年B班導師兼體育老師，唯一優點是幹勁十足，田徑社顧問。
白鳥鈴音（配音員：廣橋涼／台灣配音員：林美秀）
身高172公分的女巨人。天馬行空般的思考力，手刀有一擊必殺的威力。
秋山乙女（配音員：日笠山亞美／台灣配音員：傅其慧）
說話毒舌，個子卻很小女生。怕吃辣的東西。
綿貫響（配音員：樋口智惠子／台灣配音員：許雲雲）
不知是興趣使然還是工作所需，標準的情報收集狂，愛吃甜食，隸屬學生會諜報部。
不良少年（配音員：花輪英司／台灣配音員：陳幼文）
現今罕見的不良少年，龐克頭的胖子，但心地善良。口頭禪是「你好（.com）」。
蘇拉（Zoola，配音員：麥人／台灣配音員：陳幼文）
海外留學生，態度與發言很有大人的成熟風範，隸屬田徑社。口頭禪是「早安」。
伊藤
出言不遜風評不佳，雖不起眼，但四處看的到她活躍的身影。
神原宙
諜報部新人，其實是外星人的調查員。

#### 一年D班
老頭（配音員：大竹宏／台灣配音員：陳幼文）
D班的導師兼國文老師。
貝荷伊米（Behoimi，配音員：門脇舞以／台灣配音員：林美秀）
前治癒系魔法少女。
外傳作品「新感覺治癒系魔法少女貝荷伊米」的主角。
芹澤茜（配音員：澤城美雪／台灣配音員：郭馨雅）
變裝少女，道具服樣式千奇百怪。
犬神劍（配音員：神谷浩史／台灣配音員：賀宇傑）
在這堆怪人中，他應該算是最正常的人。
因為祖父是德國人的緣故，髮色為銀色。
常與南條被並稱笨蛋情侶，但兩人並沒有在交往。
南條操（配音員：生天目仁美／台灣配音員：傅其慧）
動物少女，時常帶奇怪的寵物到學校。
遇到難以理解的事物時會在腦中召開「腦內會議」。
宮田晶（配音員：新谷良子／台灣配音員：許雲雲（ep.1～4）→林美秀（ep.5～最終章））
笨手笨腳少女，破壞力十足。動畫版中為諜報部成員。
梅蒂亞（Media，配音員：松來未祐／台灣配音員：郭馨雅）
女僕轉學生，貝琪大學教授的助手，與貝荷伊米是戰場上的舊識。

#### 二年級學生
朝比奈英理子
二年A班班長，班長委員會成員兼學生會風紀委員，外表強硬，但似乎有被虐傾向。
天堂美貴子
二年A班，啦啦隊社社長。
瀨奈雪繪
二年B班班長，班長委員會主席。
高瀨和也
話劇社社員。
大瀧鐵也
電影社社。
條原雅人
電影社社員。
白山可玲
二年C班, 電玩社社員。

#### 三年級學生
大森實
三年D班班長，班長委員會主導者，嚴厲的外表下帶有治癒系角色的一面。
藤宮圓
三年D班，話劇社社長。
麻生麻里亞
三年C班，電影社社長。
高見澤遙
三年A班，話劇社副社長。

### 其他
一條步（台灣配音員：林美秀）
一條的妹妹，能呼風喚雨的最強幼稚園生。
一條望
桃月第三小學五年二班學生，一條的妹妹。
犬神雅
桃月第三小學五年二班學生，犬神劍的妹妹，一條望和貝琪最好的朋友，擔任飼育股長。
貓神（配音員：神谷浩史／台灣配音員：賀宇傑）
以貓咪造型當場，最愛吃的食物是老鼠，興趣是將冰冷的飲料用體溫保溫。
山椒魚（台灣配音員：陳幼文）
保育類動物，擁有莫名的超人氣。（另譯作翁山鼠偶）。
美吉拉
襲擊全世界的謎樣巨大怪獸，目前朝日本前進中。
外星人（うちゅうじん）
以貝琪和貝荷伊米為主要樣本，研究地球人行為的外星人。
外星人艦長（配音員：麥人／台灣配音員：陳幼文）
口頭禪是「咩～」。
外星人部下（配音員：杉田智和／台灣配音員：賀宇傑）
機械兔（台灣配音員：賀宇傑）
「動物冠軍八連勝」的優勝者。
秋山勇氣
乙女的弟弟，因幡國中三年級。
麻生真尋
桃月第三小學五年二班導師，麻里亞的姐姐。個性非常的優柔寡斷。
鈴原未來
桃月第三小學五年二班學生，火焰魔法少女，「新感覺治癒系魔法少女」主角。
HAL
外星人電腦的AI，擁有外出調查用人型機體，潛入學校搜查時化名七瀨美晴。

## 出版書籍
| 冊數 | 史克威爾艾尼克斯 | 史克威爾艾尼克斯                                        | 青文出版社     | 青文出版社             |
| 冊數 | 發售日期         | ISBN                                                    | 發售日期       | ISBN                   |
| ---- | ---------------- | ------------------------------------------------------- | -------------- | ---------------------- |
| 1    | 2001年9月27日    | ISBN 4-7575-0522-1                                      | 2005年12月20日 | ISBN 986-156-445-4     |
| 2    | 2002年5月27日    | ISBN 4-7575-0684-8                                      | 2006年1月20日  | ISBN 986-156-452-7     |
| 3    | 2003年1月27日    | ISBN 4-7575-0843-3 ISBN 4-7575-0844-1（限定版）         | 2006年2月20日  | ISBN 986-156-484-5     |
| 4    | 2003年9月27日    | ISBN 4-7575-1004-7 ISBN 4-7575-1003-9（限定版）         | 2006年4月20日  | ISBN 986-156-499-3     |
| 5    | 2004年6月18日    | ISBN 4-7575-1207-4 ISBN 4-7575-1202-3（限定版）         | 2006年4月20日  | ISBN 986-156-500-0     |
| 6    | 2004年11月18日   | ISBN 4-7575-1294-5 ISBN 4-7575-1293-7（限定版）         | 2006年4月20日  | ISBN 986-156-501-9     |
| 7    | 2005年7月18日    | ISBN 4-7575-1449-2 ISBN 4-7575-1448-4（限定版）         | 2006年6月1日   | ISBN 986-156-577-9     |
| 8    | 2005年12月18日   | ISBN 4-7575-1572-3 ISBN 4-7575-1548-0（限定版）         | 2006年6月1日   | ISBN 986-156-578-7     |
| 9    | 2006年8月18日    | ISBN 4-7575-1736-X ISBN 4-7575-1716-5（限定版）         | 2006年11月15日 | ISBN 986-156-759-3     |
| 10   | 2007年10月18日   | ISBN 978-4-7575-2043-1 ISBN 978-4-7575-2041-7（限定版） | 2007年12月21日 | ISBN 978-986-209-229-3 |
| 11   | 2009年2月27日    | ISBN 978-4-7575-2471-2 ISBN 978-4-7575-2470-5（限定版） | 2009年5月15日  | ISBN 978-986-209-869-1 |
| 12   | 2009年7月27日    | ISBN 978-4-7575-2576-4 ISBN 978-4-7575-2575-7（限定版） | 2009年10月8日  | ISBN 978-986-256-008-2 |
| 13   | 2009年11月27日   | ISBN 978-4-7575-2712-6 ISBN 978-4-7575-2711-9（限定版） | 2010年2月22日  | ISBN 978-986-256-192-8 |
| 14   | 2010年4月27日    | ISBN 978-4-7575-2865-9                                  | 2010年9月23日  | ISBN 978-986-256-480-6 |
| 15   | 2010年11月27日   | ISBN 978-4-7575-3018-8 ISBN 978-4-7575-3017-1（限定版） | 2011年2月24日  | ISBN 978-986-256-678-7 |
| 16   | 2011年5月27日    | ISBN 978-4-7575-3247-2                                  | 2012年3月17日  | ISBN 978-986-310-100-0 |
| 17   | 2011年11月25日   | ISBN 978-4-7575-3354-7 ISBN 978-4-7575-3355-4（限定版） | 2012年6月22日  | ISBN 978-986-310-205-2 |

新感覺治癒系魔法少女貝荷伊米（新感覚癒し系魔法少女ベホイミちゃん）
| 冊數 | 史克威爾艾尼克斯 | 史克威爾艾尼克斯                                        | 青文出版社    | 青文出版社             |
| 冊數 | 發售日期         | ISBN                                                    | 發售日期      | ISBN                   |
| ---- | ---------------- | ------------------------------------------------------- | ------------- | ---------------------- |
| 1    | 2007年9月18日    | ISBN 978-4-7575-2044-8 ISBN 978-4-7575-2042-4（限定版） | 2009年1月19日 | ISBN 978-986-209-724-3 |
| 2    | 2008年6月27日    | ISBN 978-4-7575-2275-6 ISBN 978-4-7575-2274-9（限定版） | 2009年3月12日 | ISBN 978-986-209-802-8 |

### 相關書籍
嬉皮笑園官方導讀（ぱにぽに公式ガイド）
- 漫畫導讀手冊

2005年3月18日發售、ISBN 4-7575-1383-6
- 電視動畫導讀手冊

2005年12月18日發售、ISBN 4-7575-1571-5
2006年4月18日發售、ISBN 4-7575-1664-9
嬉皮笑園Remix（ぱにぽにリミックス）
單行本1 - 7卷的合訂版。2005年10月18日發售、ISBN 4-7575-1563-4

第1集 2005年12月18日發售、ISBN 4-7575-1582-0
第2集 2006年8月18日發售、ISBN 4-7575-1700-9
第3集 2006年9月18日發售、ISBN 4-7575-1737-8
第4集 2007年10月18日發售、ISBN 978-4-7575-2112-4

## 電視動畫
電視動畫版自2005年7月3日至12月25日，於日本東京電視台播放，全26集。臺灣由卡通頻道播放。
動畫基本上是繼承原作漫畫的劇情，也加入不少動畫原創的劇情。因為監督及部份的動畫製作人員是與動畫《月詠 -MOON PHASE-》相同，很多地方的表現風格也是近似的，例如像舞台劇或攝影棚的場景一樣的畫面、每集的片頭、片尾、Eyecatch以及節目結束時的插畫等都與月詠有著相同的風格。除此以外，在畫面（尤其是教室的黑板）及劇情上用上了大量惡搞其他的電影、動畫漫畫、遊戲的名句及劇情，在下回預告中用了由原作者特意繪畫的漫畫，各方面也給人很有趣的感覺。不過，對於動畫是否需要忠於原作，則各有支持及反對的意見。
此外，日本放送協會過去曾經播放過標題為的動畫，因此本作的動畫版標題加上了「（dash!）」以作區別。

### 製作人員
- 原作：冰川碧流
- 監督：新房昭之
- 系列監督：大沼心
- 企劃：田口浩司、大月俊倫
- 企劃協力：居福明子、倉重宣之
- 系列構成：金卷兼一
- 劇本：金卷兼一、高山克彥、植竹須美男
- 角色設計、總作畫監督：大田和寬
- 美術監督：加藤浩
- 色彩監督：日比野仁
- 視覺效果：酒井基
- 攝影監督：西村徹也
- 音響監督：龜山俊樹
- 音樂：羽岡佳
- 音響效果：三井友和
- 音楽製作：Starchild Records
- 動畫製作：GANSIS、SHAFT
- 製作：Pani-Poni製作委員会
- 台灣配音領班：許雲雲

### 主題歌
片頭曲（電視版）
1. （2 - 9、11、13 - 14、16 - 17、19、22話）
作詞：斉藤謙策；作曲、編曲：河合英嗣
  - 2 - 9、14話：姫子Ver.（歌：桃月学園1年C組feat.片桐姫子）
  - 11、13、16話：玲Ver.（歌：桃月学園1年C組feat.橘玲）
  - 17話：Ver.（歌：桃月学園1年C組feat.）
  - 19、22話：Ver.（歌：桃月学園1年C組feat.）
2. （10、12、15、18話）
歌：桃月学園1年C組 feat.
作詞：河合英嗣；作曲：渡邊美佳；編曲：渡邊美佳、久保幹一郎
3. 「少女Q」（20 - 21、23 - 24話）
作詞：斉藤謙策；作曲、編曲：菊谷知樹
  - 20 - 21、23話：都Ver.（歌：桃月学園1年C組feat.上原都）
  - 24話：Ver.（歌：桃月学園1年C組feat.）

- 1、25、26話：無
- 在CD中有收錄但並未在電視上用過

片頭曲（DVD版）
1. （1 - 8、15、25話）
  - 1 - 8話、25話：姫子Ver.
  - 15話：Ver.
2. （9 - 14話、16話）
  - Ver.
3. 「少女Q」（17 - 24話）
  - 17 - 23話：都Ver.
  - 24話：Ver.

- 26話：無

片尾曲
1. （1 - 7、9 - 12話）
（作詞、作曲：渡邊美佳；編曲：渡邊美佳、橋本学；歌：（柏木優麻、優奈、来栖柚子、綿貫響、白鳥鈴音、秋山乙女））
2. （8話）
（作曲：渡邊美佳；編曲：渡邊美佳）
3. （13、25話）
（作曲、編曲：菊谷知樹）
4. （14 - 23話）
（作詞、作曲：宮島律子；編曲：菊谷知樹；歌：（南条操、芹沢茜、宮田晶））
5. （24話）
（作詞、作曲、編曲：河合英嗣）
6. 「 姫子Ver.」（26話）
（作詞：斉藤謙策；作曲、編曲：河合英嗣；歌：桃月学園1年C組feat.片桐姫子）

插入曲
- 13話：
（作曲、編曲：藤田宜之）
- 17話、25話：
（作曲、編曲：河合英嗣）

### 各集標題
| 集数 | 標題（中文翻譯）         | 標題（日文原文） | 脚本       | 分鏡     | 演出     | 作畫監督            | ENDCARD 插畫師 |
| ---- | ------------------------ | ---------------- | ---------- | -------- | -------- | ------------------- | -------------- |
| 01   | 夏爐冬扇                 |                  | 金卷兼一   | 福田道生 | 大沼心   | 伊藤良明            | 大田和寬       |
| 02   | 鶴立雞群                 |                  | 金卷兼一   |          | 森山雄治 |                     | 鈴木次郎       |
| 03   | 久病床前無孝子           |                  | 金卷兼一   |          |          | 華房泰堂            | MAKOTO2號      |
| 04   | 未雨綢繆                 |                  |            | 田所修   | 江島泰男 | 實原登              |                |
| 05   | 派得上用處的都是寶       |                  | 金卷兼一   | 寺東克己 | 吉田徹   | 中本尚子、中島美子  | たもりただぢ   |
| 06   | 打草驚蛇                 |                  | 金卷兼一   | 尾石達也 | 尾石達也 | 守岡英行            | 極山裕         |
| 07   | 成事在人不在天           |                  | 金卷兼一   | 大沼心   | 木村卓司 | 甲斐泰之、田中穰    | TAGRO          |
| 08   | 吃什麼配什麼，都要有道理 |                  | 金卷兼一   | 田所修   | 大沼心   | 伊藤良明、大田和寬  |                |
| 09   | 成不成熟，不在於年齡     |                  | 金卷兼一   | YUKIHIRO | 石踊宏   | 野田康行            |                |
| 10   | 再完美的人也有缺點       |                  |            | 福田道生 | 江島泰男 | 實原登              | 原田將太郎     |
| 11   | 塞翁失馬，焉知非福       |                  | 金卷兼一   | 福田道生 | 鈴木卓夫 | 田中穣              |                |
| 12   | 人無尊卑，憑心而定       |                  |            | 佐伯昭志 | 西村博昭 | 大河原晴男          |                |
| 13   | 惡報永遠來得比善報早     |                  | 金卷兼一   |          | 森山雄治 |                     | 古賀亮一       |
| 14   | 自找麻煩                 |                  | 金卷兼一   | 角田一樹 | 加藤洋人 | 加藤洋人            | 花見澤Q太郎    |
| 15   | 堅忍不拔                 |                  | 植竹須美男 | 江島泰男 | 江島泰男 | 實原登              | 水無月徹       |
| 16   | 心知肚明                 |                  | 金卷兼一   | 福田道生 | 大沼心   | 村山公輔、杉山寬延  |                |
| 17   | 天道無親，常與善人       |                  |            | 田所修   | 吉田徹   | 、中島美子          | 龍騎士07       |
| 18   | 水到渠成                 |                  | 金卷兼一   | 西村博昭 | 小田原男 | 岩瀧智              | 介錯           |
| 19   | 一技之長在身反惹禍       |                  | 植竹須美男 | 福田道生 | 木村卓司 | 西田美弥子、春日香  | 鎌谷悠希       |
| 20   | 智者遠危險               |                  | 金卷兼一   | 角田一樹 | 江島泰男 | 實原登              | OKAMA          |
| 21   | 披著羊皮的狼             |                  | 植竹須美男 | 森山雄治 | 森山雄治 | 、鳥宏明 中本尚子、 | 小林尽         |
| 22   | 繁華一瞬間               |                  |            | 福田道生 | 大沼心   | 伊藤良明            |                |
| 23   | 惡運一波接一波           |                  | 金卷兼一   | 田所修   | 西村大樹 | 岩瀧智、龜谷響子    | 有馬啟太郎     |
| 24   | 死了也沒人收屍           |                  | 金卷兼一   | 尾石達也 | 尾石達也 | 守岡英行            |                |
| 25   | 危急存亡之秋             |                  |            | 福田道生 | 江島泰男 | 實原登              | 荒川弘         |
| 26   | 前途未卜                 |                  | 金卷兼一   | 福田道生 | 大沼心   | 大田和寬            |                |

### 播放電視台
日本
 日本深夜動畫：下文記載的日本国内播放時間使用日本標準時間（UTC+9）表示。因為部分時間标识會採用30小时制，因此請留意这类超过24:00的时间，其實際播放時間為翌日清晨。
| 播放地區       | 電視台       | 播放期間                      | 播放時間（UTC+9）                   |
| -------------- | ------------ | ----------------------------- | ----------------------------------- |
| 關東廣域圈     | 東京電視台   | 2005年7月3日 - 12月25日       | 星期日 25時30分 - 26時00分          |
| 愛知縣         | 愛知電視台   | 2005年7月4日 - 12月26日       | 星期一 25時28分 - 25時58分          |
| 福岡縣         | TVQ九州放送  | 2005年7月4日 - 12月26日       | 星期一 26時53分 - 27時23分          |
| 大阪府         | 大阪電視台   | 2005年7月5日 - 12月27日       | 星期二 27時10分 - 27時40分          |
| 岡山縣、香川縣 | 瀨戶內電視台 | 2005年7月7日 - 12月29日       | 星期四 26時03分 - 26時33分          |
| 北海道         | 北海道電視台 | 2005年7月8日 - 2006年1月6日   | 星期五 26時00分 - 26時30分          |
| 衛星電視       | AT-X         | 2005年12月2日 - 2006年2月24日 | 星期五 11時00分 - 12時00分 （重播） |

海外
| 播放地區 | 播放電視台 | 播放日期                 | 播放時間             | 備註     |
| -------- | ---------- | ------------------------ | -------------------- | -------- |
| 臺灣     | 卡通頻道   | 2007年2月18日 首播 19:00 | 每週日               |          |
| 臺灣     | 卡通頻道   | 2009年1月2日 - 2月6日    | 星期二至四 0:00-2:00 | 連播四集 |

## 相關商品

### DVD
| 卷數  | Star Child     | Star Child | 曼迪傳播      | 曼迪傳播 | 收錄話數    |
| 卷數  | 發售日期       | 規格編號   | 發售日期      | 規格編號 | 收錄話數    |
| ----- | -------------- | ---------- | ------------- | -------- | ----------- |
| 第1卷 | 2005年11月23日 | KIBA-1291  | 2007年1月30日 | HMD-041  | 第1 - 4話   |
| 第2卷 | 2005年12月21日 | KIBA-1292  | 2007年3月7日  | HMD-042  | 第5 - 8話   |
| 第3卷 | 2006年1月25日  | KIBA-1293  | 2007年4月7日  | HMD-043  | 第9 - 12話  |
| 第4卷 | 2006年2月22日  | KIBA-1294  | 2007年5月2日  | HMD-044  | 第13 - 16話 |
| 第5卷 | 2006年3月24日  | KIBA-1295  | 2007年6月30日 | HMD-045  | 第17 - 20話 |
| 第6卷 | 2006年4月26日  | KIBA-1296  | 2007年6月30日 | HMD-046  | 第21 - 24話 |
| 第7卷 | 2006年5月24日  | KIBA-1297  | 2007年7月30日 | HMD-047  | 第25、26話  |

- DVD-BOX：2009年4月15日發售（KIBA-91646 - 91653）

片尾插畫32枚附贈、全 26話、收錄原創短篇（30分）未代理
英文版代理
| 卷數   | 標題              | 北美版         | 英國版        | 規格編號 |
| 卷數   | 標題              | 發售日期       | 發售日期      | 規格編號 |
| ------ | ----------------- | -------------- | ------------- | -------- |
| Vol. 1 | Lethal Lesson     | 2006年12月5日  | 2007年7月2日  | DPPD/001 |
| Vol. 2 | Girls N Roses     | 2007年2月6日   | 2007年9月10日 | DPPD/002 |
| Vol. 3 | Class of Death    | 2007年4月17日  | 2008年1月21日 | DPPD/003 |
| Vol. 4 | Iron Teacher      | 2007年6月12日  | 2008年1月21日 | DPPD/004 |
| Vol. 5 | Delinquent Genius | 2007年8月14日  | 2008年4月28日 | DPPD/005 |
| Vol. 6 | Chaos Cum Laude   | 2007年10月23日 | 2008年6月23日 | DPPD/006 |
| Set    | no title          | 2009年3月10日  | 不適用        | #8025249 |

## 外部連結
- 月刊GFantasy上的官方網站 （页面存档备份，存于）（日語）
- 動畫官方網頁（STAR CHILD） （页面存档备份，存于）（日語）
- 動畫官方網頁（東京電視台） （页面存档备份，存于）（日語）
- NATIONALMEDIABOYS （页面存档备份，存于）（作者官方網站）（日語）
- 嬉皮笑園在動畫新聞網的百科全书中的资料（英文）